# Янаул (Аскинский район)
Янау́л (баш. МФА: Яңауыло файле) — деревня в Аскинском районе Республики Башкортостан России. Входит в состав Мутабашевского сельсовета.

## Географическое положение
Расстояние до:
- районного центра (Аскино): 36 км,
- центра сельсовета (Старый Мутабаш): 2 км,
- ближайшей железнодорожной станции (Куеда): 80 км.

## Население
| 2002 | 2009 | 2010 |
| ---- | ---- | ---- |
| 58   | ↘56  | ↘53  |

### Национальный состав
Согласно переписи 2002 года, преобладающая национальность — башкиры (95 %).